# Jakob Fimpel
Jakob Fimpel (* 18. März 1989 in Filderstadt) ist ein deutscher Fußballtrainer. Seit der Saison 2022/23 ist er für die in der Regionalliga West spielende U23-Mannschaft des FC Schalke 04 verantwortlich.
Nach der Freistellung von Karel Geraerts wurde er am 21. September 2024 zum Interimstrainer der ersten Mannschaft berufen. Er übernahm die Aufgabe für zwei Zweitligaspiele,  kehrte anschließend zur zweiten Mannschaft zurück und wurde von Kees van Wonderen ersetzt. Anfang Mai 2025 wurde er nach der Trennung von van Wonderen für die letzten zwei Spiele der Saison 2024/25 erneut Interimstrainer der Profis. Die Mannschaft verlor unter seiner Führung zwar beide Spiele, konnte aber dennoch den Klassenerhalt sichern. Vor der Saison 2025/26 verlängerte Fimpel seinen auslaufenden Vertrag bis zum 30. Juni 2027 und kehrte als Cheftrainer zur zweiten Mannschaft zurück.
Er hat eine A-Trainerlizenz.